# Holden Caulfield
Holden Morrisey Caulfield je tinejdžer, protagonist romana J.D. Salingera Lovac u žitu, koji je prvi put izdan 1951. Holdenova braća i sestre su Phoebe, D.B. i Allie Caulfield (on je u vrijeme radnje romana mrtav). Roditelji nisu imenovani.
Lik Holdena Caulfielda prvi se put pojavio u Slight Rebellion off Madison, pripovijetci J.D. Salingera objavljenoj 22. prosinca 1946. u izdanju The New Yorker-a. Ta je pripovijetka kasnije postala poglavlje u Lovcu u žitu. 
U knjizi, Holden ima sedamnaest godina i nalazi se u psihijatrijskoj bolnici u Kaliforniji. Priča priču koja se zbivala nekoliko dana u protekloj godini. Tijekom priče, Caulfield se svađa sa svojim cimerom, biva izbačen iz Pencey Preparatory School u Pennsylvaniji, sam putuje u New York, gdje prolazi kroz događaje koji ga bacaju u duboku depresiju i kasnije vode do sloma živaca. 
Između ostalog u New Yorku zove prostitutku u svoju hotelsku sobu da bi izgubio djevičanstvo, no u zadnji tren izgubi živce i pošalje ju natrag; susreće postariju i pokuša ju zavesti, no umjesto toga se napije i napravi budalu od sebe; i vraća se kući posjetiti svoju voljenu mlađu sestru Phoebe, koja sa svojom iskrenošću i razočaranjem uznemiruje njegovo prijašnje umišljeno i drsko držanje. 
Fizički, Holden je mršav i visok. Izgleda starije nego što zapravo je, čak ima i sijedih vlasi, ali često se ponaša nezrelo i mušičavo. Prezire ljude koje smatra lažnima, a to su zapravo svi ljudi. 
Holden Caulfield je jedan od najtrajnijih likova američke književnosti 20-og stoljeća, s kojim se poistovjećuju mnogi tinejdžeri i odrasli – od kojih je naj(ne)poznatiji Mark David Chapman, bivši psihički bolesnik koji je ubio Johna Lennona. 